# S10
Стин ден Холандер (хол. Stien den Hollander; Хорн, 8. новембар 2000), познатија под својим сценским именом S10 (Стин), јесте холандска певачица.
У својим тинејџерским годинама, Ден Холандер је патила од душевних болести, укључујући аудио-халуцинације и депресију. Кад је имала 14 година, примљена је у психијатријску болницу после покушаја самоубиства.

## Каријера
2017. је објавила свој први албум  Годину дана касније је потписала је свој први уговор са продукцијском кућом Noah's Arc У њеним песмама, борба са душевним болестима је важна тема.
Снимила је свој деби албум Snowsniper 2019. године, који је добио Едисон награду у фебруару 2020. Свој други албум Vlinders је објавила 2020. године после које је распродала своју турнеју и имала бројне хит синглове. Представљала је Холандију на Песми Евровизије 2022. са песмом De Diepte и завршила на 11. месту.